# Prix Goya du meilleur scénario original

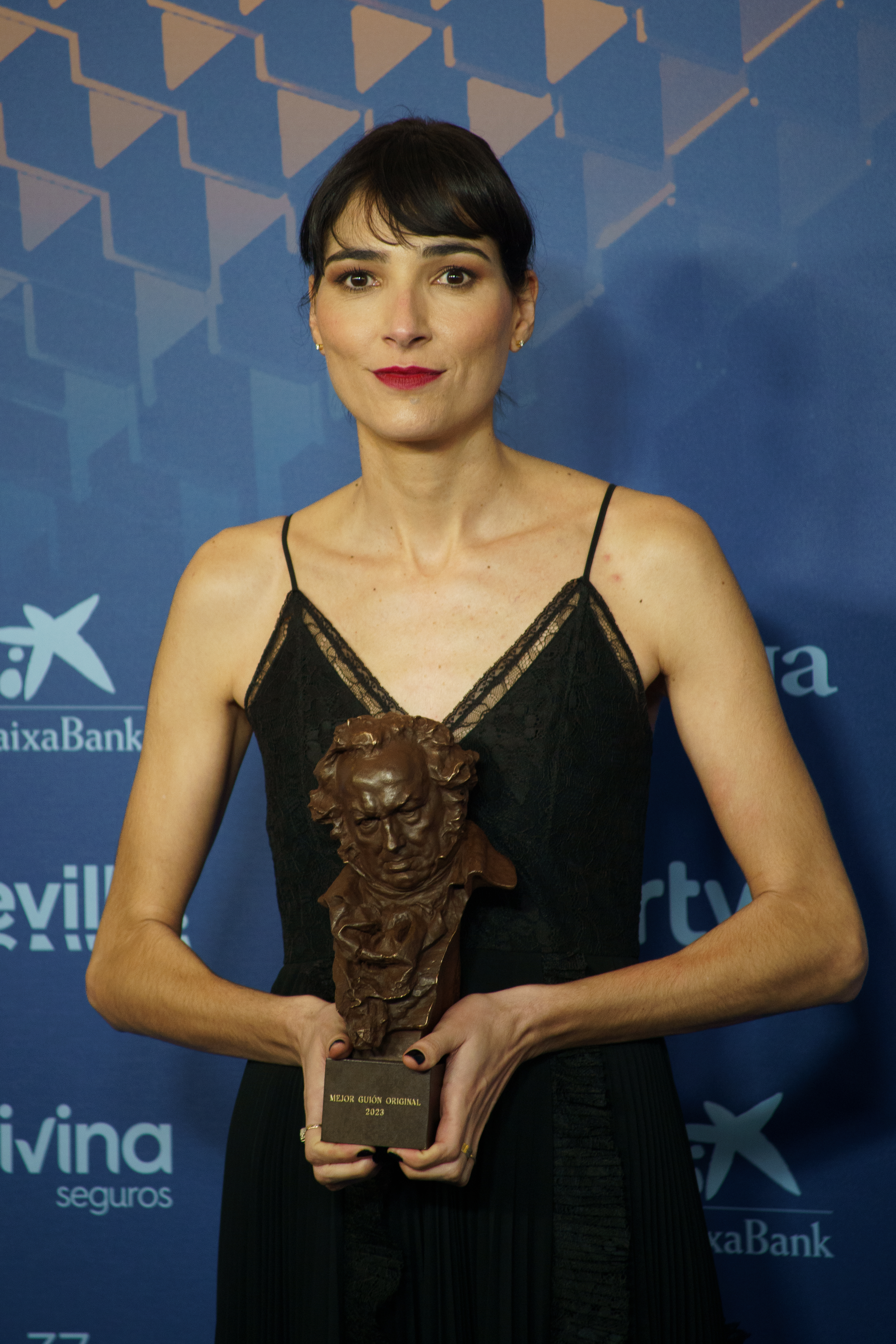
Isabel Peña avec le prix Goya du meilleur scénario original pour le film As Bestas en 2023.

Le prix Goya du meilleur scénario original (Premio Goya al mejor guión original) est une récompense décernée depuis 1989 par l'Academia de las artes y las ciencias cinematográficas de España au cours de la cérémonie annuelle des Goyas.

## Palmarès

### Années 1980
Meilleur scénario
- 1987 : El viaje a ninguna parte - Fernando Fernán Gómez
  - Tata mía - José Luis Borau
  - Mambru s'en va-t-en guerre (Mambrú se fue a la guerra) - Fernando Fernán Gómez
- 1988 : La Forêt animée (El bosque animado) - Rafael Azcona (adapté de Wenceslao Fernández Flórez)
  - La guerra de los locos - Manolo Matji
  - Moros y cristianos - Luis García Berlanga et Rafael Azcona

Meilleur scénario original
- 1989 : Femmes au bord de la crise de nerfs (Mujeres al borde de un attaque de nervios) – Pedro Almodóvar
  - Baton Rouge - Agustín Díaz Yanes et Rafael Monleón
  - Attends-moi au ciel (Espérame en el cielo) - Antonio Mercero, Horacio Varcárcel et Román Gubern
  - Remando al viento - Gonzalo Suárez

### Années 1990
- 1990 : El niño de la luna - Agustí Villaronga
  - L'Aube, c'est pas trop tôt (Amanece, que no es poco) - José Luis Cuerda
  - El baile del pato - Manuel Iborra
  - Les Choses de l'amour (Las cosas del querer) - Jaime Chávarri, Fernando Colomo et Lázaro Irazábal
  - El vuelo de la paloma - José Luis García Sánchez et Rafael Azcona
- 1991 : Lettres d'Alou (Las cartas de Alou) – Montxo Armendáriz
  - Attache-moi ! (¡Átame!) - Pedro Almodóvar
  - Seule avec toi (A solas contigo) - Agustín Díaz Yanes, Eduardo Calvo et Manolo Matji
- 1992 : Ailes de papillon (Alas de mariposa) – Juanma et Eduardo Bajo Ulloa
  - Amants (Amantes) - Álvaro del Amo, Carlos Pérez Merinero et Vicente Aranda
  - Tout pour le fric (Todo por la pasta) - Luis Marías
- 1993 : Belle Époque – Rafael Azcona, José L. Garcia Sanchez et Fernando Trueba
  - Jambon, Jambon (Jamón, jamón) - Cuca Canals et Bigas Luna
  - Vacas - Julio Medem et Michel Gaztambide
- 1994 : Des ombres dans une bataille (Sombras en una batalla) – Mario Camus
  - Madregilda - Ángel Fernández Santos et Francisco Regueiro
  - Todos a la cárcel - Jorge Berlanga et Luis García Berlanga
- 1995 : Les hommes, vous êtes bien tous les mêmes (Todos los hombres sois iguales) – Joaquin Oristrell, Yolanda Garcia Serrano, Juan Luis Pérez Iborra et Manuel Gómez Pereira
  - El detective y la muerte - Gonzalo Suárez
  - Los peores años de nuestra vida - David Trueba
- 1996 : Personne ne parlera de nous quand nous serons mortes (Nadie hablará de nosotras cuando hayamos muerto) – Agustín Díaz Yanes
  - Bouche à bouche (Boca a boca) - Manuel Gómez Pereira, Juan Luis Iborra, Joaquín Oristrell et Naomi Wise
  - Le Jour de la bête (El día de la bestia) - Jorge Guerricaechevarría et Álex de la Iglesia
- 1997 : Tesis – Alejandro Amenábar
  - La buena vida - David Trueba
  - Des choses que je ne t'ai jamais dites (Cosas que nunca te dije) - Isabel Coixet
- 1998 : La Bonne Étoile (La buena estrella) – Ricardo Franco et Ángeles González-Sinde
  - Familia - Fernando León de Aranoa
  - Les Secrets du cœur (Secretos del corazón) - Montxo Armendáriz
- 1999 : Barrio – Fernando León de Aranoa
  - Ouvre les yeux (Abre los ojos) - Alejandro Amenábar et Mateo Gil
  - Les Amants du cercle polaire (Los amantes del círculo polar) - Julio Medem
  - La Fille de tes rêves (La niña de tus ojos) - Rafael Azcona, Miguel Ángel Egea, Carlos López et David Trueba

### Années 2000
- 2000 : Solas – Benito Zambrano
  - Quand tu me reviendras (Cuando vuelvas a mi lado) - Gracia Querejeta, Elías Querejeta et Manuel Gutiérrez Aragón
  - Flores de otro mundo - Icíar Bollaín et Julio Llamazares
  - Tout sur ma mère (Todo sobre mi madre) - Pedro Almodóvar
- 2001 : El Bola – Achero Mañas et Verónica Fernández
  - Mes chers voisins (La comunidad) - Jorge Guerricaechevarría et Álex de la Iglesia
  - Leo - José Luis Borau
  - You're the One (una historia de entonces) - José Luis Garci et Horacio Valcárcel
- 2002 : Les Autres (The Others) – Alejandro Amenábar
  - Lucia et le Sexe (Lucía y el sexo) - Julio Medem
  - Sans nouvelles de Dieu (Sin noticias de Dios) - Agustín Díaz Yanes
  - Sin vergüenza - Dominic Harari, Joaquín Oristrell, Teresa Pelegri et Cristina Rota
- 2003 : En la ciudad sin límites – Antonio Hernández et Enrique Brasó
  - Parle avec elle (Hable con ella) - Pedro Almodóvar
  - Les Lundis au soleil (Los lunes al sol) - Ignacio del Moral et Fernando León de Aranoa
  - Smoking Room - Julio Wallovits et Roger Gual
- 2004 : Ne dis rien (Te doy mis ojos) – Icíar Bollaín et Alicia Luna
  - En la ciudad - Tomás Aragay et Cesc Gay
  - Les Heures du jour (Las horas de día) - Jaime Rosales et Enric Rufas
  - Torremolinos 73 - Pablo Berger
- 2005 : Mar adentro – Alejandro Amenábar et Mateo Gil
  - Horas de luz - José Ángel Esteban, Carlos López et Manolo Matji
  - Inconscientes - Joaquín Oristrell, Teresa de Pelegrí et Dominic Harari
  - Roma - Adolfo Aristarain, Mario Camus et Kathy Saavedra
- 2006 : The Secret Life of Words (La vida secreta de las palabras) – Isabel Coixet
  - Les Sept Vierges (7 vírgenes) - Alberto Rodríguez et Rafael Cobos
  - Otros días vendrán - Eduard Cortés et Piti Español
  - Princesas - Fernando León de Aranoa
- 2007 : Le Labyrinthe de Pan (El laberinto del fauno) – Guillermo del Toro
  - Azul (AzulOscuroCasiNegro) - Daniel Sánchez Arévalo
  - La Nuit des tournesols (La noche de los girasoles) - Jorge Sánchez-Cabezudo
  - Volver - Pedro Almodóvar
- 2008 : L'Orphelinat (El orfanato) – Sergio G. Sánchez
  - Las 13 rosas - Ignacio Martínez de Pisón
  - Mataharis - Icíar Bollaín et Tatiana Rodríguez
  - Oviedo Express - Gonzalo Suárez
  - Siete mesas de billar francés - David Planell et Gracia Querejeta
- 2009 : Camino – Javier Fesser
  - Cenizas del cielo - Alberto Rodríguez
  - Retorno a Hansala - Daniel Sánchez Arévalo
  - Venganza (Sólo quiero caminar) - Pedro Almodóvar

### Années 2010
- 2010 : Agora – Alejandro Amenábar et Mateo Gil
  - After - Alberto Rodríguez et Rafael Cobos
  - Gordos - Daniel Sánchez Arévalo
  - Étreintes brisées (Los abrazos rotos) - Pedro Almodóvar
- 2011 : Buried – Chris Sparling
  - Balada triste (Balada triste de trompeta) - Álex de la Iglesia
  - Biutiful - Alejandro González Iñárritu, Armando Bó Jr. et Nicolás Giacobone
  - Même la pluie (También la lluvia) - Paul Laverty
- 2012 : Pas de répit pour les damnés (No habrá paz para los malvados) – Enrique Urbizu et Michel Gaztambide
  - Minuit à Paris (Midnight in Paris) - Woody Allen
  - Blackthorn - Miguel Barros
  - Eva - Sergi Belbel, Cristina Clemente, Martí Roca et Aintza Serra
- 2013 : Blancanieves - Pablo Berger
  - L'Artiste et son modèle (El artista y la modelo) - Fernando Trueba et Jean-Claude Carrière
  - Groupe d'élite (Grupo 7) - Alberto Rodríguez
  - The Impossible (Lo imposible) - Sergio G. Sánchez
- 2014 : Vivir es fácil con los ojos cerrados - David Trueba
  - La gran familia española - Daniel Sánchez Arévalo
  - 3 Mariages de trop - Breixo Corral et Pablo Alén
  - La herida - Fernando Franco et Enric Rufas
- 2015 : La isla mínima - Alberto Rodríguez et Rafael Cobos
  - El Niño - Daniel Monzón et Jorge Guerricaechevarría
  - La niña de fuego (Magical Girl) - Carlos Vermut
  - Les Nouveaux Sauvages (Relatos salvajes) - Damián Szifrón
- 2016 : Truman - Cesc Gay et Tomàs Aragay
  - A cambio de nada - Daniel Guzmán
  - Appel inconnu (El desconocido) - Alberto Marini
  - Negociador - Borja Cobeaga
- 2017 : La Colère d'un homme patient (Tarde para la ira) - Raúl Arévalo
  - Insiders (Cien años de perdón) - Jorge Guerricaechevarría
  - L'Olivier (El olivo) - Paul Laverty
  - Que Dios nos perdone - Rodrigo Sorogoyen et Isabel Peña
- 2018 : Handia - Jon Garaño et Aitor Arregi Galdos
  - Abracadabra - Pablo Berger
  - Été 93 (Estiu 1993) - Carla Simón
  - Verónica - Fernando Navarro et Paco Plaza
- 2019 : El reino - Isabel Peña et Rodrigo Sorogoyen
  - Champions (Campeones) - Javier Fesser et David Marqués
  - Carmen et Lola (Carmen y Lola) - Arantxa Echevarría
  - Everybody Knows (Todos lo saben) - Asghar Farhadi

### Années 2020
- 2020 : Douleur et Gloire (Dolor y gloria) - Pedro Almodóvar
  - La Plateforme (El hoyo) - David Desola et Pedro Rivero
  - Une vie secrète (La trinchera infinita) - Luiso Berdejo et Jose Mari Goenaga
  - Lettre à Franco (Mientras dure la guerra) - Alejandro Amenábar et Alejandro Hernández
- 2021 : Las niñas - Pilar Palomero
  - Le Mariage de Rosa (La boda de Rosa) - Alicia Luna et Icíar Bollaín
  - Historias lamentables - Javier Fesser et Claro García
  - Adú - Alejandro Hernández
- 2022 : El buen patrón - Fernando León de Aranoa
  - En décalage (Tres) - Juanjo Giménez Peña et Pere Altimira
  - Les Repentis (Maixabel) - Icíar Bollaín et Isa Campo
  - Libertad - Clara Roquet
- 2023 : As bestas - Isabel Peña, Rodrigo Sorogoyen
  - Nos soleils (Alcarràs) - Arnau Vilaró et Carla Simón
  - Lullaby (Cinco lobitos) - Alauda Ruiz de Azúa
  - Creaturas (Mantícora) - Carlos Vermut
  - Prison 77 (Modelo 77) - Alberto Rodríguez, Rafael Cobos

- 2024 : Estibaliz Urresola Solaguren pour 20000 espèces d'abeilles (20.000 especies de abejas)
  - Víctor Erice et Michel Gaztambide pour Fermer les yeux (Cerrar los ojos)
  - Carmen Garrido et Alejandro Marín pour Te estoy amando locamente
  - Juan Sebastián Vásquez et Alejandro Rojas pour La llegada
  - Félix Viscarret pour Una vida no tan simple

- 2025 : Eduard Sola (es) pour Casa en flames
  - Alberto Marini et Marcel Barrena pour El 47
  - Javier Macipe (es) pour La estrella azul
  - Amèlia Mora (es) et Arantxa Echevarría pour La Infiltrada
  - Jon Garaño, Aitor Arregi (es), Jorge Gil Munarriz et Jose Mari Goenaga pour Marco, l'énigme d'une vie